# Franz Xaver Woschnagg
Franz Xaver Woschnagg, slovensko-nemški podjetnik in tovarnar, * 22. oktober 1832, Šoštanj, † 1. december 1912, Šoštanj.

## Življenje
Franz Xaver Woschnagg se je rodil kot drugi najstarejši sin Mihaela II. Woschnagga iz Šoštanja in Agate Jožefe. Predniki Franza Xaverja so bili člani Mihelove veje družine Woschnak, omenovana po najstarejšem sinu Josipa Woschnaka, Mihaelu I. Woschnaggu. 
Josip Woschnak je v svojem zakonu z Barbaro Woschnak (rojeno Rosman) imel dva pomembna sinova: Mihaela I. Woschnaka in Ivana Woschnaka. Iz teh dveh sinov sta nato nastali dve glavni veji te družine, imenovani Woschnagg in Vošnjak. Medtem, ko je pro-slovenska veja Vošnjak znana predvsem po politično-narodotvornem organiziranju njenih člankov, med drugim Josipa Vošnjaka in Mihaela Vošnjaka, je pro-nemška veja dandanes znana predvsem po svojih usnjarskih izdelkih in Tovarni Usnja v Šoštanju. Mihael I. je tako leta 1788 v Šoštanju prevzel usnjarno pokojnega Josipa Totra, njegov sin Mihael II.  pa je zacementiral pomen te družine v usnjarski obrti v tem mestecu. 
Kot najstarejši sin je Franz Xaver bil določen, da bo ostal doma in prevzel družinsko obrt, ki je v tem času njegovo družini že povzdignila v premožnejše meščane Trga Šoštanj. Franz Xaver je sprva opravil osnovno šolanje in se je izučil za usnjarja, 24. septembra 1854 pa mu je bil po cehovskih pravilih uradno vključen v očetovo obrtno usnjarno kot mojster, pet let kasneje je pa po tradiciji tega časa prevzel Franz Xaver še očetovo posest. S tem se je dokončno izoblikovala tista veja družine, ki je v roku dveh generacij ustvarila pravi usnjarski imperij.
20. maja 1861 se je poročil z osemnajstletno Marijo Kramer in v zakonu se jim je rodilo devet otrok, med drugim tudi Hans Woschnagg in Franz Woschnagg, ki sta očetovo uspešno in regionalno pomembno usnjarsko tovarno spremenila v največji takšen obrat v Avstro-Ogrski monarhiji. Tovarna Franza Xaverja je postopoma rasla in omogočila, da se je Šoštanj v roku nekaj desetletji prelevil iz provincialnega trga v eno izmed najpomembnejših gospodarskih in industrijskih središč južne Štajerske. Zaradi pametnega gospodarjenja se je tovarna postopoma širila in kmalu so postali prostori, ki sta jih uporabljala tako Mihael I. kot II. pretesni. Woschnagg je vedel, da v teh starih cehovskih in obrtniških prostorih zanj ni prostora, zato je postopoma začel dograjevati stavbe, v katere so postavljali vedno bolj moderne stroje in naprave. Širitev je zahtevala dodatno delovno silo in spremenil obrtniško delavnico v tovarno, ki je svoje izdelke prodajala tako na cislajtanskem kot tudi madžarskih oziroma translajtanskih trgih ter celo izven meja imperija. Franz Xaver je uvidel, da sta industrializacija ter modernizacija ključ do uspeha in tako je dovolil, da sta njegova sinova Franz in Hans postopoma začela prevzemati vajeti podjetja. 
Franz Xaver Woschnagg je 20. 10. 1895 doživel smrt svoje prve žene Marije Wschnagg, po podatkih Vladimirja Vošnjaka pa se je Franz Xaver kasneje poročil z vdovo Jandl. Leta 1911 je sledil še en šok, ko je na Siciliji umrl njegov sin Hans, Franz Xaver je pa umrl 1. decembra 1912 in bil pokopan v družinski grobnici v Družmirju.